# Pachuca de Soto
Pachuca de Soto (Pachuca ) er en by og en kommune i den mexicanske delstat Hidalgo.